# Marny Kennedy

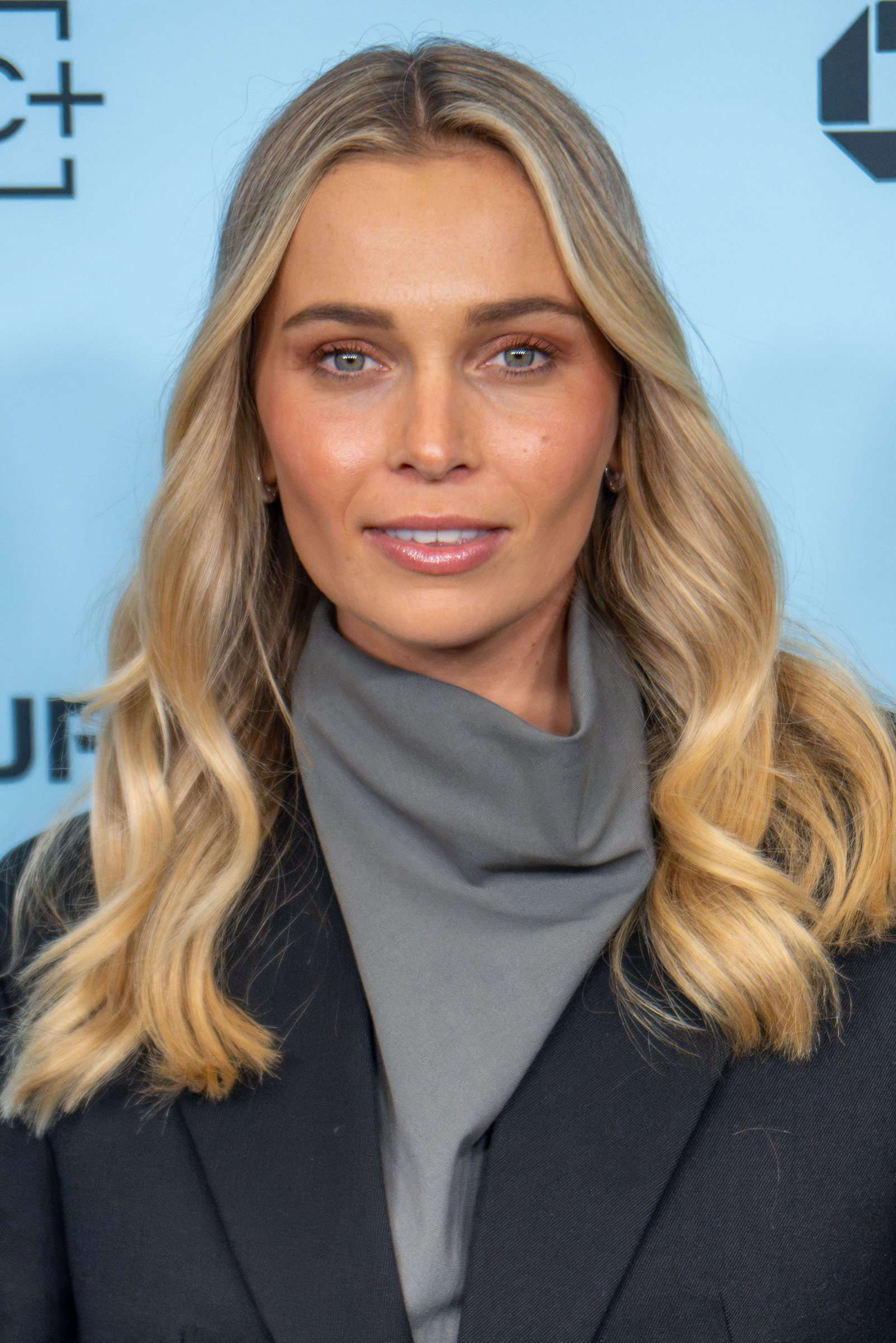
Marny Kennedy (2025)

Marny Kennedy (* 21. Januar 1994 in Melbourne, Victoria) ist eine australische Schauspielerin.

## Leben
Marny Kennedy wurde im Januar 1994 in Melbourne, Victoria geboren. Durch ihre Hauptrolle als Taylor Fry in der Fernsehserie Meine peinlichen Eltern erlangte sie zunehmenden Bekanntheitsgrad, auch außerhalb von Australien. Für diese Rolle gewann sie 2006 den AFI Award als Beste Nachwuchsschauspielerin. Im September 2008 erhielt sie die Rolle der Veronica diAngelo in der dritten Staffel der Serie Der Sattelclub. 2009 hatte sie jeweils einen Gastauftritt in INK und in der Krimiserie Rush.
2010 spielte sie die Rolle der Ally Henson in der Jugendserie Emmas Chatroom, die in Australien, Deutschland und Singapur gedreht wurde. Seit Juni 2011 stand sie für die Fernsehserie Conspiracy 365 als Winter Frey vor der Kamera, deren Premiere im Januar 2012 war.

## Filmografie
- 2006–2007: Meine peinlichen Eltern (Mortified, Fernsehserie, 26 Episoden)
- 2008–2009: Der Sattelclub (The Saddle Club, Fernsehserie, 26 Episoden)
- 2009: Ink (Kurzfilm, nur Stimme)
- 2009: Rush (Fernsehserie, Episode 2x21)
- 2010–2011: Emmas Chatroom (A gURLs wURLd, Fernsehserie, 26 Episoden)
- 2011: Golden Girl (Kurzfilm)
- 2012: Conspiracy 365 (Fernsehserie, 12 Episoden)
- 2016: Comedy Showroom: The Future Is Expensive (Fernsehfilm)
- 2017: Hoges (Fernsehserie, Episode 1x01)
- 2017: Top of the Lake (Fernsehserie, Episode 2x02)
- 2017: Janet King (Fernsehserie, 6 Episoden)
- 2018: Underbelly Files: Chopper (Fernsehserie, Episode 1x01)
- 2018: Wentworth (Fernsehserie, 3 Episoden)
- 2018: Bite Club (Fernsehserie, 8 Episoden)
- 2018: Wanted (Fernsehserie, Episode 3x02)
- 2020: Bossy (Kurzfilm)
- 2020: Between Two Worlds (Fernsehserie, 8 Episoden)
- 2021: Home and Away (Fernsehserie, 10 Episoden)
- 2023: Warnie (Fernsehserie, 2 Episoden)
- 2025: Last Days